# Virrey

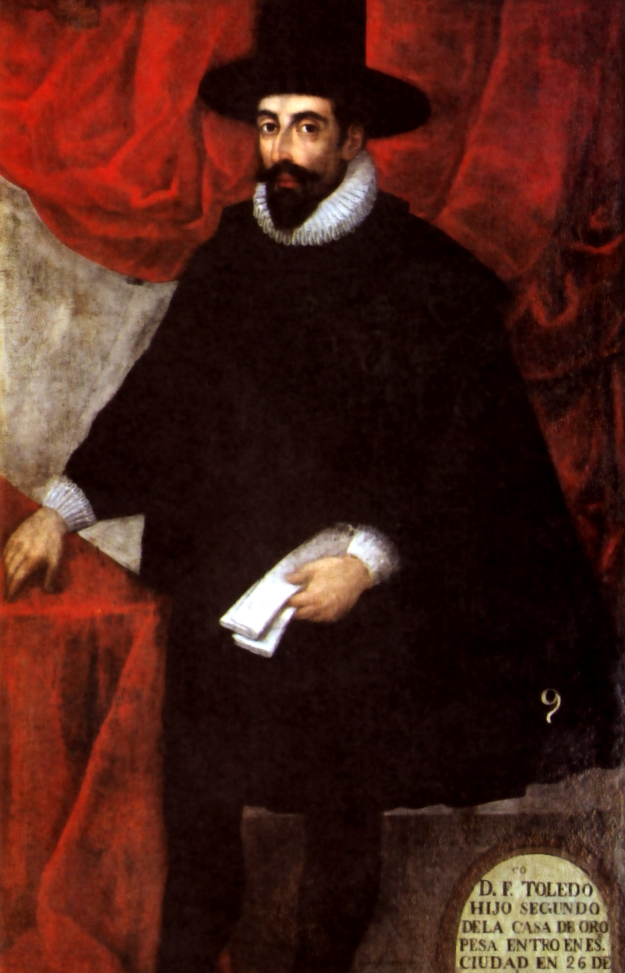
Francisco Álvarez de Toledo, virrey del Perú (1569-1581).

El virrey o visorrey fue la autoridad responsable de administrar y gobernar, en nombre del rey de España, un reino de la Monarquía. El título de virrey lo encontramos en el siglo XIV en un documento en latín de Pedro el Ceremonioso (1381). A mediados del siglo XVI, se introdujo en la Corona de Aragón el vocablo virrey derivado de la palabra visrei ya utilizada al menos en el siglo XV y del catalán pasaría al castellano visorey. En los documentos de la Corona de Aragón del siglo XV (1428), redactados en latín, se empleaba el término vice rex para referirse al virrey de Sicilia.

## El virrey en la Monarquía española
La figura tuvo especial importancia en la Monarquía española a partir de los Reyes Católicos y su nieto Carlos I de España (y V de Alemania) por la enorme acumulación de territorios que, por su extensión y la imposibilidad de comunicaciones rápidas, no podían gestionarse de forma centralizada. Tras la guerra de las Comunidades quedó claro que el centro vital de la Monarquía iba a ser Castilla, algo que se confirmó con el establecimiento definitivo de la Corte en Madrid por Felipe II, a excepción del breve período en que la Corte se trasladó a Valladolid en el reinado de Felipe III.
En cada reino se instituyó la figura del virrey, además de una serie de reformas dirigidas a imponer el poder real por encima de la nobleza y el clero; incluso en los vastos territorios del Nuevo Mundo la instauración de virreyes confirma que estos territorios se consideraban como una provincia del imperio. La importancia de dicha forma de gobierno llevó a que la historiografía denominara al periodo histórico de su vigencia como: «el Virreinato».

### Virreinatos de la Monarquía Española en Europa
| Virreinato de Sicilia (1415 - 1713) | Virreinato de Cerdeña (1417 - 1720)  | Virreinato de Galicia (1486 - ¿?)    | Virreinato de Nápoles (1503 - 1707)  | Virreinato de Navarra (1512 - 1840)  |
| Virreinato de Aragón (1517 - 1707)  | Virreinato de Cataluña (1520 - 1707) | Virreinato de Valencia (1520 - 1707) | Virreinato de Mallorca (1575 - 1707) | Virreinato de Portugal (1580 - 1640) |

### Virreinatos de la Monarquía Española en América
Se otorga por primera vez el título de virrey para las tierras a ganar -conquistar- al otro lado del Atlántico a Cristóbal Colón (Virreinato colombino), aunque de este se le dio más importancia al título de «Almirante de la Mar Océana». En 1511, según lo dispuesto en las Capitulaciones de Santa Fe, fue nombrado virrey Diego Colón, quien sí le dio importancia a dicho título. El cargo de Virrey comienza a aparecer como cargo no hereditario en 1535 con la creación del «Virreinato de la Nueva España», siendo su primer virrey Antonio de Mendoza y Pacheco, y en 1542 al crearse el «Virreinato del Perú», siendo su primer virrey Blasco Núñez de Vela.
Hubo una evolución en la Monarquía Española respecto a la calidad de la persona que debía ocupar dicho cargo. Para los Habsburgo, los virreyes debían ser personas de la nobleza (generalmente militares); en cambio para los Borbones, los virreyes eran preferentemente de clase media (generalmente funcionarios de carrera que fueran letrados).
El virrey, como representante personal del rey de España, es recibido en América con toda solemnidad, contaba con una guardia personal y era recibido con un palio, que era un privilegio del Rey y del Santísimo Sacramento.
Debido a la gran extensión de sus posesiones en América, la Corona Española creó los siguientes virreinatos (virreynatos en una antigua ortografía) como las principales autoridades regionales:
- Virreinato de las Indias (1492-1524)

- Virreinato de Nueva España (1535-1821). En un comienzo abarcaba desde Alaska hasta Costa Rica y Filipinas.

- Virreinato del Perú (1542-1824). En un comienzo abarcaba gran parte de Sudamérica desde Panamá (sin contar los Dominios de Portugal ni Venezuela)

- Virreinato de Nueva Granada (1717-1723, 1739-1819)

- Virreinato del Río de la Plata (1776-1810). En un comienzo tenía Puno, las islas Malvinas, Fernando Poo y Annobón.

#### Virreyes no peninsulares en América
| Virreinato      | Virreyes extranjeros                                                      | Virreyes criollos                                                  |
| --------------- | ------------------------------------------------------------------------- | ------------------------------------------------------------------ |
| Nueva España    | Diego López Pacheco y Portugal (n. Reino de Portugal)                     | Lope Díez de Aux y Armendáriz (n. Quito, Vto. del Perú)            |
| Nueva España    | Francisco Fernández de la Cueva y de la Cueva (n. República de Génova)    | Juan de Acuña y Bejarano (n. Lima, Vto. del Perú)                  |
| Nueva España    | Carlos Francisco de Croix (n. Lille, Señorío español de los Países Bajos) | Juan Vicente de Güemes (n. La Habana, Vto. de Nueva España)        |
| Nueva España    | Miguel de la Grúa Talamanca (n. Palermo, Reino español de Sicilia)        |                                                                    |
| Perú            | Carmine Nicolás Caracciolo (n. Bucchianico, Reino español de Nápoles)     | Álvaro de Ibarra (n. Lima, Vto. del Perú)                          |
| Perú            | Teodoro de Croix (n. Lille, Señorío español de los Países Bajos)          | Miguel Núñez de Sanabria (n. Lima, Vto. del Perú)                  |
| Perú            | Ambrosio O'Higgins (n. Ballenary, Reino inglés de Irlanda)                | Pío Tristán (n. Arequipa, Vto. del Perú)                           |
| Nueva Granada   |                                                                           | Francisco Montalvo y Ambulodi (n. La Habana, Vto. de Nueva España) |
| Río de la Plata | Santiago de Liniers (n. Niort, Reino de Francia)                          | Juan José de Vértiz y Salcedo (n. Yucatán, Vto. de Nueva España)   |